# Божо Гркинић
Божо Гркинић (Свети Јурај код Сења, 17. новембар 1913 — Београд, 3. фебруар 1996) био је југословенски кошаркаш, кошаркашки тренер, ватерполиста и ватерполо тренер. Био је капитен кошаркашке репрезентације Југославије. Такође је играо и за ватерполо репрезентацију Југославије. Један је од ретких спортиста који је играо за националну репрезентацију у два различита спорта.
Један од пионира хрватске кошарке Влахо Којаковић (генерација Луке Цигановића и Уроша Томинића), сматра га најкомплетнијим спортистом — „и као играча, као тренера, као судију и као човека“.
Носио је државну заставу на свечаном отварању Олимпијских игара 1948. године у Лондону.

## Кошаркашка каријера
Пресудну улогу је имао у историјској утакмици за хрватску кошарку. То је била једна од првих, ако не и прва службена кошаркашка утакмица на тлу територије данашње Републике Хрватске. Утакмица је одиграна у Ријеци, 25. децембра 1938. године. Играла ју је тек утемељена кошаркашка екипа Викторије против италијанске селекције Ријеке; изгубила је 19:40. Чланови кошаркашке секције били су: Никола Грего, Јосип Банић, Младен Безјак, Вјеко Безјак, Божо Гркинић, Владо Полић, Ерсилио Сиких и Душан Звонаш. Тренер: Божо Гркинић, директор: Предраг Мицулинић, а технички референт Никола Грего.
Играо је за репрезентацију Југославије на Европском првенству 1947. у Чехословачкој.
Док је познати српски кошаркашки играч, тренер, репрезентативац и дугогодишњи званичник у кошаркашком спорту Небојша Поповић живео с породицом у Ријеци, бавио се ватерполом. Божо Гркинић га је заинтересовао за кошарку.

## Ватерполо
Тренирао је ватерполо после Другог светског рата у београдском Партизану, а био је у саставу: Андрија Бановић, Мартин Габрићевић, Стјепо Дувњак, др Иво Орлић, др Владимир Полић, Перо Симатовић, Иво Стела, Гојко Маровић (отац олимпијског првака и дугогодишњег Партизановог првотимца Уроша Маровића), Душан Ћоровић, Војислав Уцовић, Бруно Цвитан, Борис Шканата и Северин Бијелић.
Био је члан ватерполо репрезентације Југославије на Летњим олимпијским играма 1948. у Лондону, која је освојила 9 место. Репрезентација је играла у саставу: Здравко Ковачић, Вељко Бакашун, Иво Ђованели, Иво Куртини, Марко Браиновић, Лука Цигановић, Јурај Амшел и Иво Штакула.